# گوبرواتس (لسکوواتس)
گوبرواتس (به صربی: Guberevac) یک منطقهٔ مسکونی در صربستان است که در لسکواس واقع شده‌است. گوبرواتس ۱٬۸۷۵ نفر جمعیت دارد و ۲۳۳ متر بالاتر از سطح دریا واقع شده‌است.